# Rita Ridley
Rita Ridley (4 novembre 1946 – 12 febbraio 2013) è stata una mezzofondista britannica.

## Biografia
Nel 1970 ha vinto una medaglia d'oro nei 1500 m ai Giochi del Commonwealth. Sempre sulla medesima distanza ha inoltre partecipato ai Campionati Europei nel 1969 (piazzandosi in settima posizione) e nel 1971 (piazzandosi in quarta posizione).
Successivamente nel 1973 e nel 1974 ha partecipato alle prime due edizioni di sempre dei Mondiali di corsa campestre, vincendo in entrambe le occasioni la medaglia d'oro a squadre e conquistando rispettivamente un quarto posto ed un bronzo a livello individuale. Tra il 1969 ed il 1974 ha inoltre primeggiato a livello inglese cinque titoli nazionali nella corsa campestre, mancando la conquista del titolo nazionale solo con un secondo posto nel 1973.
Nel 1972 ha inoltre vinto la prima gara femminile nella storia della Cinque Mulini, ripetendosi poi due anni dopo, nel 1974.

## Palmarès
| Anno                                  | Manifestazione          | Sede      | Evento         | Risultato | Prestazione | Note |
| ------------------------------------- | ----------------------- | --------- | -------------- | --------- | ----------- | ---- |
| In rappresentanza della Gran Bretagna |                         |           |                |           |             |      |
| 1969                                  | Europei                 | Atene     | 1500 m piani   | 7ª        | 4'15"9      |      |
| 1971                                  | Europei                 | Helsinki  | 1500 m piani   | 4ª        | 4'12"65     |      |
| In rappresentanza dell' Inghilterra   |                         |           |                |           |             |      |
| 1970                                  | Giochi del Commonwealth | Edimburgo | 1500 m piani   | Oro       | 4'18"8      |      |
| 1973                                  | Mondiali di cross       | Waregem   | Corsa seniores | 4ª        | 14'02"      |      |
| 1973                                  | Mondiali di cross       | Waregem   | A squadre      | Oro       | 40 p.       |      |
| 1974                                  | Mondiali di cross       | Monza     | Corsa seniores | Bronzo    | 12'54"      |      |
| 1974                                  | Mondiali di cross       | Monza     | A squadre      | Oro       | 28 p.       |      |

## Campionati nazionali
1969
- Oro ai campionati inglesi di corsa campestre - 22'05"[4]

1970
- Oro ai campionati inglesi di corsa campestre - 21'01"[4]

1971
- Oro ai campionati inglesi di corsa campestre - 18'43"[4]

1972
- Oro ai campionati inglesi di corsa campestre - 19'15"[4]

1973
- Argento ai campionati inglesi di corsa campestre - 22'32"[4]

1974
- Oro ai campionati inglesi di corsa campestre - 20'03"[4]

## Altre competizioni internazionali
1972
- Oro alla Cinque Mulini ( San Vittore Olona)[4]

1973
- Bronzo alla Cinque Mulini ( San Vittore Olona) - 18'32"0[4]

1974
- Oro alla Cinque Mulini ( San Vittore Olona) - 18'30"4[4]